# AA Portuguesa
Associação Atlética Portuguesa – brazylijski klub piłkarski z siedzibą w mieście Santos leżącym w stanie São Paulo.

## Osiągnięcia
- Mistrz drugiej ligi stanu São Paulo (Campeonato Paulista A2): 1964
- Torneio Início Paulista: 1929
- Fita Azul: 1959
- Torneio Preparatório (2): 1946, 1954

## Historia
W listopadzie 1914 pracownicy firmy Pedreira do Contorno, znajdującej się w dzielnicy miasta Santos zwanej Jabaquara, oglądając mecz miejscowego klubu Espanha Futebol Clube, zaczęli rozważać utworzenie własnego klubu piłkarskiego.
Trzy lata później, 20 listopada 1917, Manoel Tavares na spotkaniu z 15 innymi ludźmi postanowili założyć klub, który swoją nazwą odnosiłby się do Portugalii. Ostatecznie ustalona nazwa nowego klubu brzmiała Associação Atlética Portuguesa, a pierwszym prezesem klubu wybrany został Lino do Carmo.
W swoim pierwszym meczu Portuguesa 5 grudnia 1920 roku na Estádio Úlrico Mursa pokonała 6:0 drużynę Sírio Futebol Clube.
W 1950 Portuguesa Santista udał się na swój pierwszy wojaż zagraniczny. W Portugalii klub rozegrał 7 meczów, wygrywając 5 i przegrywając 2.
W 1959 Portuguesa Santista udał się do Afryki, gdzie rozegrał 15 meczów z klubami z Mozambiku i Angoli. Drużyna brazylijska wygrała wszystkie mecze, zdobywając 75 goli i tracąc 10. Za ten wyczyn klub otrzymał w nagrodę o nazwie Fita Azul do Futebol Brasileiro przyznawaną zespołom odnoszącym sukcesy podczas podróży po innych krajach.
W 1964 Portuguesa Santista wygrał drugą ligę stanu São Paulo (znaną dziś poid nazwą Campeonato Paulista Série A2), uzyskując awans do pierwszej ligi.
W 1997 klub wziął udział w rozgrywkach III ligi brazylijskiej (Campeonato Brasileiro Série C), jednak odpadł już w pierwszym etapie.
W 2004 Portuguesa Santista wziął udział w turnieju Copa do Brasil, gdzie został wyeliminowany już w pierwszej rundzie przez klub 15 de Novembro Campo Bom ze stanu Rio Grande do Sul.